# Detail (časopis)
DETAIL je mezinárodní odborný časopis pro architekturu a stavební detaily nakladatelství Detail. 
V každém čísle se pojednává o konkrétním tématu týkajícím se stavitelství (např. stavění pomocí betonu, střešní nosné konstrukce, sanace atd.). Přitom stojí v popředí kvalita konstrukčního detailu. Výkresy se srovnatelnými měřítky a fotografiemi znázorňují aktuální příklady z domova i zahraničí. Hlavním tématem je znázornění nových stavebních děl prostřednictvím fotografií, textů a stavebních výkresů. Cílovou skupinou jsou především architekti, stavební inženýři a další stavební odborníci.

## Historie
DETAIL se poprvé objevil roku 1961. V roce 2008 se časopis publikuje ve 48. ročníku v deseti vydáních. Od roku 2009 se náklad zvedne o 2 exempláře na 12 časopisů ročně. 

## Stručná charakteristika
DETAIL je mezinárodní odborný časopis pro architekty, stavební inženýry, stavební úřady a stavitele. Název časopisu by měl charakterizovat jeho obsah, který zahrnuje dokumentace a informace o stavebních objektech všech kategorií. Těžištěm je poukazování na konstrukční a architektonické souvislosti. DETAIL se skládá z pěti rubrik: diskuze, zprávy, dokumentace, technika a produkty a představuje zdroj informací pro projektantské a architektonické kanceláře. Dvě dodatečná vydání DETAIL Koncept vrhají světlo vedle návrhářských nápadů na celý plánovací a stavební proces výjimečných staveb.

## Obsah
Časopis obsahuje reportáže a aktuální zprávy, odborné diskuze a speciální referáty, objektovou dokumentaci k budovám a místnostem s obrázky, výkresy a vysvětleními, technické novinky, informace k produktům ohledně stavitelství, nástavbové techniky a vnitřního vybavení také zčásti s obrázky, jakož i informace o různých akcích a příspěvky ke stavebnímu právu a stavební fyzice. 
Každé číslo se koncentruje na jedno speciální konstrukční téma, které je představováno aktuálními příklady z domova i zahraničí. Vybrané projekty znázorňují spektrum tématu a tvoří spolu se svou dokumentací jádro příslušného vydání. Úvodní diskuze se tematicky shoduje s rozhovory, kritickými připomínkami a retrospektivami tématu čísla. Navazující technické informace prohlubují téma pomocí odborných příspěvků a uzavírají příspěvek informacemi o produktu. 

## Tematické obsahy pro rok 2008
Klíčová témata pro rok 2008 jsou:
- 1/2 Stavby z betonu
- 3 DETAIL KONZEPT mateřské školky / výchova
- 4 Svítidla a vnitřní prostory
- 5 Plasty
- 6 Jednoduché stavitelství
- 7/8 Velké nosné konstrukce
- 9 DETAIL KONZEPT bydlení
- 10 Fasády
- 11 Stavění se dřevem
- 12 Speciální téma

## Periodicita
Vydává se 10× ročně a je dodáván do více než 80 zemí jako dvojjazyčné německo-anglické vydání. Vedle mezinárodního vydání lze časopis obdržet také jako čistě anglickou publikaci 6× ročně. U zásilek do zahraničí se k nejdůležitějším článkům přikládá překlad do francouzštiny, ruštiny nebo italštiny. Od roku 2002 se ve Španělsku dodatečně distribuuje plně přeložené místní vydání. Termíny vydání: vždy v prvním týdnu měsíce, uzávěrka inzerátů: 6 týdnů před vydáním, podklady pro tisk: 5 týdnů před vydáním.

## Náklad
Tiskový náklad německého vydání obnáší 38 844 exemplářů, skutečné rozšířené vydání obnáší v ročním průměru (IVW 3/06 až 2/07) 33 076 exemplářů. 12 000 anglické, 10 000 španělské, 6 000 čínsko-anglické a 10 000 japonské vydání. (Údaje nakladatelství 01/2007)

## Čtenáři
Mezi čtenáře se řadí architektonické kanceláře, architektonické a stavební kanceláře, oddělení stavebního plánování v průmyslu, banky atd., oddělení plánování stavebních úřadů, stavební a developerské společnosti, podniky výškového stavitelství i odborné inženýrské kanceláře pro technické vybavení budov / statiku / a plánování nosných konstrukcí.

## DETAIL International
Časopis se čte ve více než 80 zemích a je vydáván v 3 různých jazycích.
- DETAIL jako dvojjazyčné (německo-anglické) vydání s přílohou s překlady do francouzštiny a italštiny. Periodicita 10× ročně.
- DETAIL ANGLICKY (kompletně přeloženo do angličtiny, vychází 6krát ročně)
- DETAIL ČÍNSKY (6 čísel ročně)

## Síť Detail Network
Časopis Detail je součástí sítě Detail. Tato síť zahrnuje Detail X, Detail 360, Německý stavební katalog (DBK), Detail (časopis) a Detail Online. Slouží jako komunita, databáze, příručka a místo pro odborné informace v oblasti architektury a stavitelství.

### Detail.de
Architekti a stavební inženýři naleznou na architektonickém portálu DETAIL denně aktuální novinky k architektuře, tipy pro různé akce, informace ke stavebnímu právu a stavební fyzice i detailní konstrukční témata. Archiv obsahuje dříve vydané články časopisu DETAIL, které jsou k dispozici ke stažení. Každé pondělí nabízí část Job-Service nové aktuální nabídky zaměstnání v oboru stavitelství v Evropě. Tuto sekci lze předplatit a dostávat ve formě pravidelných zpráv, s inzeráty setříděnými podle charakteristiky zaměstnání. Prostřednictvím DETAIL Topics a DETAIL Plus jsou vám mimoto k dispozici dvě bezplatné platformy s odbornými informacemi k relevantním tématům plánování a úzce odborným tématům.

### Detail.X
Bezplatný internetový portál studentů architektury pro studenty architektury. Zde naleznou studenti stavebních věd kompaktní odborné znalosti i platformu pro vzájemnou výměnu a prezentaci svých projektů a zájmů. Redakční tematické obsahy pocházejí z architektonického magazínu DETAIL i od samotných uživatelů. Tímto způsobem vzniká obsáhlá databáze se základními znalostmi, vysokoškolskými skripty a odbornými znalostmi platformy DETAIL. Obzvláště fórum a integrovaný weblog přispívají k interaktivní komunikaci a výměně zkušeností. Profily vysokých škol společně se žebříčkem vysokých škol poskytují přehled vysokých škol pro studium architektury v německy mluvící oblasti.

### DETAIL360°
Architekti, odborní plánovači, architekti vnitřního vybavení, designéři a poradenské firmy mají na platformě DETAIL360° možnost samostatně vizuálně a popisně předat informace o své firmy a vlastních projektech. Úzce odborně zaměřená komunita nabízí platformu pro uzavření nových kontaktů nebo prohloubení vztahů s partnery a zákazníky. V květnu 2008 proběhla internacionalizace prostřednictvím platformy DETAIL360.com. Kanceláře zde mohou své projekty mezinárodně prezentovat v angličtině a tím nalézt partnery v globálním celosvětovém měřítku.

### Německý stavební katalog
Německý stavební katalog DETAIL je bezplatný vyhledávací nástroj pro informace o produktech z oblasti architektury a stavebních věd. Architekti zde naleznou produkty od více než 45 000 výrobců z Německa, Rakouska a Švýcarska. Získají tak přehled o všech dostupných stavebních produktech, kompaktní popisy firem i kontaktní údaje na firmy na trhu. Inteligentní vyhledávání zjednodušuje vyhledávání údajů relevantních pro plánování. Výrobky a služby jsou rozčleněny ve více než 2 000 klíčových slovech specifických pro jednotlivé produkty. Jako část sítě DETAIL Network je Německý stavební katalog databází pro podporu architektů při volbě vhodných produktů pro vlastní projekty.